# Camí dels Sors

El Camí dels Sors, respecte del terme de Castellcir

El Camí dels Sors és una pista forestal del terme municipal de Castellcir, a la comarca del Moianès.
El camí arrenca del Camí de Monistrol just quan troba el torrent de Serramitja. De la dreta d'aquest torrent surt una pista cap a migdia que ressegueix el torrent esmentat, fins que es desvia cap al sud-oest, i aviat arriba a la Quintana dels Sors i a la masia dels Sors.

## Etimologia
Com en el cas de la major part de camins, el nom que els designa és clarament descriptiu. En aquest cas, el camí mena a la masia dels Sors.